# Carlo Cerri
Pour les articles homonymes, voir Cerri.
Carlo Cerri  (né le 14 septembre  1610 à Rome, alors la capitale des États pontificaux, et mort le 14 mai 1690 à Rome) est un cardinal italien du XVIIe siècle.

## Biographie
Carlo Cerri est auditeur et doyen à la Rote romaine. Le pape Clément IX le crée cardinal lors du consistoire du 29 novembre 1669. Il est nommé évêque de Ferrare et légat apostolique à Urbino en 1670.
Cerri participe au conclave de 1669-1670 (élection de Clément X), au conclave de 1676 (élection d'Innocent XI) et au conclave de 1689 (élection d'Alexandre VIII).